# Jarkko Nikara
Jarkko Nikara (Saarijärvi, 28 april 1986) is een Fins rallyrijder.

## Carrière

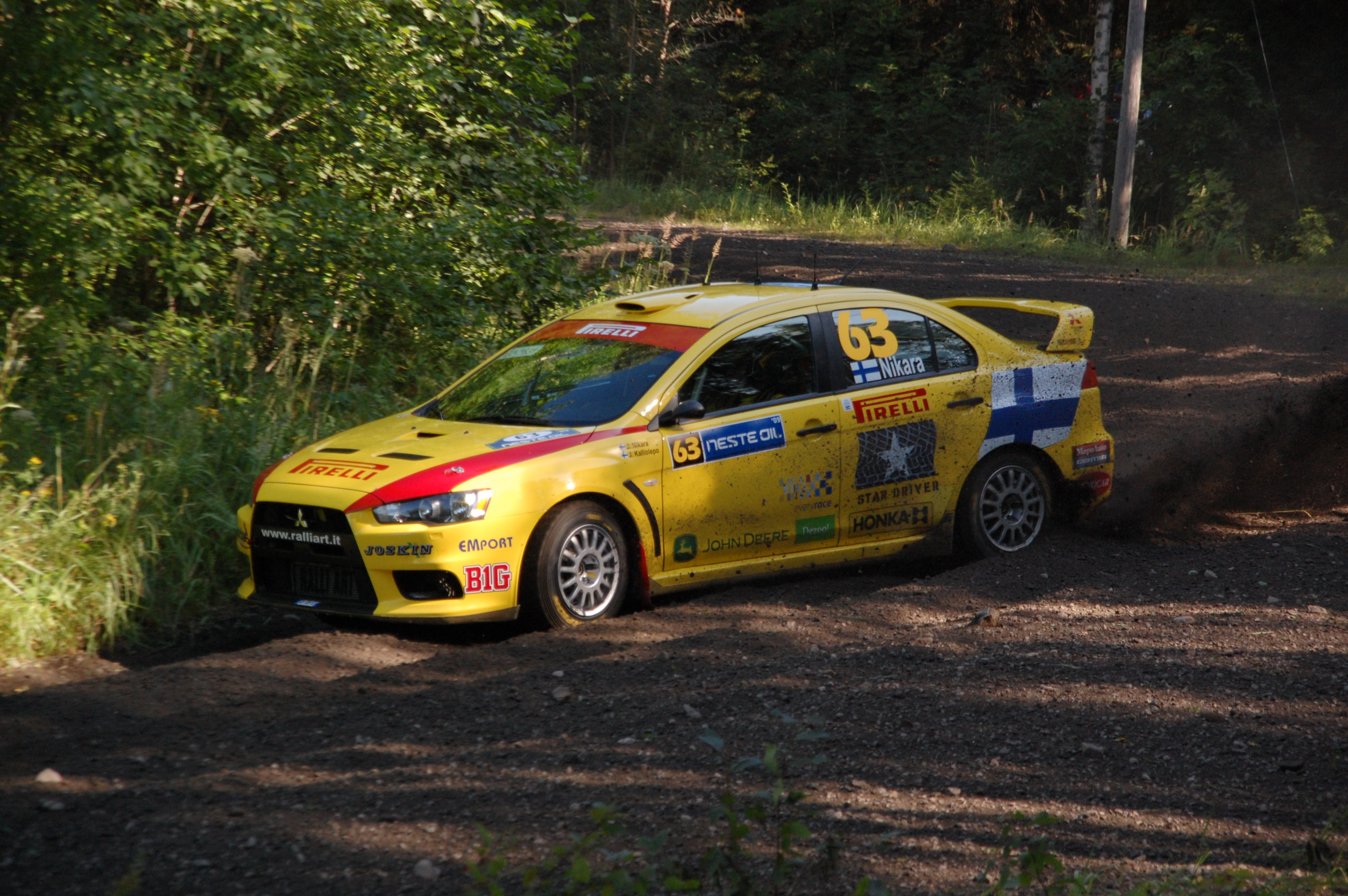
Nikara actief als 'Pirelli Star Driver' in Finland in 2009

Nikara maakte in 2004 zijn debuut in de rallysport. Hij was enkele jaren actief met een Honda Civic, waarmee hij in 2007 ook zijn eerste opwachting maakte in het wereldkampioenschap rally, in Finland. In het 2009 seizoen reed hij een ondersteund programma in het WK als 'Pirelli Star Driver' met een Mitsubishi Lancer Evo X. Zijn beste resultaat was een elfde plaats in Sardinië. In 2010 werkte hij met een Renault Twingo een programma af in het Brits rallykampioenschap en in 2011 keerde hij terug in het Fins kampioenschap, waarin hij dat jaar naar zijn eerste overwinning zou grijpen.
In het 2012 seizoen, tijdens de Finse WK-ronde, eindigde hij met een oude Lancer Evo IX als dertiende in het algemeen klassement en was daarmee winnaar in zijn klasse. Met behulp van sponsorgeld verkreeg hij vervolgens voor de slotronde van het kampioenschap in Catalonië een zitje bij het team van Prodrive, actief met de Mini John Cooper Works WRC. Nikara reed een gedegen rally, waarin zijn consistentie hem uiteindelijk naar een verdienstelijke vijfde plaats in het klassement toe hielp. In deze auto lag hij diep binnen de top tien genesteld tijdens de WK-ronde van Finland in 2013, maar moest nota bene op de slotproef van de rally door technische problemen opgeven.
Meest recent verving hij de geblesseerde Jari Ketomaa voor het Drive DMACK team met de Ford Fiesta R5 in Finland in 2015. Nikara is tegenwoordig onderdeel van het preparatieteam van Tommi Mäkinen en rijdt voor hen ook nog rally's in het Fins kampioenschap met een Subaru Impreza STi.

## Complete resultaten in het wereldkampioenschap rally
| Seizoen | Inschrijving             | Auto                       | 1   | 2      | 3   | 4      | 5   | 6      | 7       | 8       | 9       | 10  | 11     | 12     | 13      | 14  | 15  | 16  | Pos. | Punten |
| ------- | ------------------------ | -------------------------- | --- | ------ | --- | ------ | --- | ------ | ------- | ------- | ------- | --- | ------ | ------ | ------- | --- | --- | --- | ---- | ------ |
| 2007    | Jarkko Nikara            | Honda Civic Type-R         | MON | ZWE    | NOO | MEX    | POR | ARG    | ITA     | GRI     | FIN 38  | DUI | NZL    | SPA    | FRA     | JPN | IER | GBR | –    | 0      |
| 2008    | Jarkko Nikara            | Ford Fiesta ST             | MON | ZWE    | MEX | ARG    | JOR | ITA    | GRI     | TUR     | FIN DNF | DUI | NZL    | SPA    | FRA     | JPN | GBR |     | –    | 0      |
| 2009    | Pirelli Star Driver      | Mitsubishi Lancer Evo X    | IER | NOO    | CYP | POR 41 | ARG | ITA 11 | GRI DNF | POL     | FIN DNF | AUS | SPA 17 | GBR 35 |         |     |     |     | –    | 0      |
| 2010    | Jarkko Nikara            | Peugeot 207 S2000          | ZWE | MEX    | JOR | TUR    | NZL | POR    | BUL     | FIN 37  | DUI     | JPN | FRA    | SPA    | GBR     |     |     |     | –    | 0      |
| 2011    | Bilbutikken AS WRT       | Mitsubishi Lancer Evo IX   | ZWE | MEX    | POR | JOR    | ITA | ARG    | GRI     | FIN 21  | DUI     | AUS | FRA    | SPA    | GBR DNF |     |     |     | –    | 0      |
| 2012    | Jarkko Nikara            | Mitsubishi Lancer Evo IX   | MON | ZWE    | MEX | POR    | ARG | GRI    | NZL     | FIN 13  | DUI     | GBR | FRA    | ITA    |         |     |     |     | 16   | 10     |
| 2012    | Prodrive WRC Team        | Mini John Cooper Works WRC |     |        |     |        |     |        |         |         |         |     |        |        | SPA 5   |     |     |     | 16   | 10     |
| 2013    | Prodrive WRC Team        | Mini John Cooper Works WRC | MON | ZWE 25 | MEX | POR    | ARG | GRI    | ITA     |         |         |     |        |        |         |     |     |     | –    | 0      |
| 2013    | Jarkko Nikara            | Mini John Cooper Works WRC |     |        |     |        |     |        |         | FIN DNF | DUI     | AUS | FRA    | SPA    | GBR     |     |     |     | –    | 0      |
| 2014    | M-Sport World Rally Team | Ford Fiesta RS WRC         | MON | ZWE    | MEX | POR    | ARG | ITA    | POL     | FIN DNF | DUI     | AUS | FRA    | SPA    | GBR     |     |     |     | –    | 0      |
| 2015    | Drive DMACK              | Ford Fiesta R5             | MON | ZWE    | MEX | ARG    | POR | ITA    | POL     | FIN DNF | DUI     | AUS | FRA    | SPA    | GBR     |     |     |     | –    | 0      |
| 2018*   | Tommi Mäkinen Racing Oy  | Ford Fiesta R5             | MON | ZWE 48 | MEX | FRA    | ARG | POR    | ITA     | FIN     | DUI     | TUR | GBR    | SPA    | AUS     |     |     |     | –    | 0      |

* Seizoen loopt nog.